# Edward Walsh
Pour les articles homonymes, voir Ed Walsh.
Edward Walsh, dit Ed Walsh (né le 18 août 1951 à Somerville, dans l'État du Massachusetts aux États-Unis), est un joueur professionnel et entraîneur américain de hockey sur glace.

## Biographie
Ed Walsh passe l'essentiel de sa carrière dans la Ligue américaine de hockey avec les Voyageurs de la Nouvelle-Écosse, les Americans de Rochester, les Dusters de Binghamton et les Indians de Springfield. Il y remporte trois années consécutives le trophée Harry-« Hap »-Holmes avec Dave Elenbaas en tant que gardiens ayant alloués le moins de buts de la saison ; ils mettent ainsi la main sur le trophée en 1975, 1976 et 1977. En 1975 et 1977, il est également sélectionné dans la première équipe des étoiles de la LAH. En 1976 et 1977, il remporte la Coupe Calder avec les Voyageurs. Il joue trois matchs dans l'Association mondiale de hockey avec les Oilers d'Edmonton en 1978 mais barré par le duo Dave Dryden et Eddie Mio, il finit la saison dans la Ligue centrale de hockey où il remporte la Coupe Adams avec les Black Hawks de Dallas.
Il représente les États-Unis lors des championnats du monde 1974 et 1981 et participe au camp d'entraînement pour la coupe Canada de 1976 pour laquelle il n'est pas retenu. 
En 1985, il devient entraîneur-adjoint de l'université de Boston, avec laquelle il avait joué pendant ses années universitaires. Neuf ans plus tard, il occupe à nouveau un poste d'entraîneur-adjoint, avec les UMass-Lowell, poste qu'il occupe pendant cinq saisons.

## Trophées et honneurs personnels
- 1972-1973 : All-Americans Teams des championnats universitaires[6]
- 1973-1974 : première équipes des étoiles de l'ECAC[7]
- 1974-1975 : trophée Harry-« Hap »-Holmes et sélectionné dans la première équipe d'étoiles de la LAH
- 1975-1976 : trophée Harry-« Hap »-Holmes et coupe Calder de la LAH
- 1976-1977 : trophée Harry-« Hap »-Holmes, sélectionné dans la première équipe d'étoiles et coupe Calder de la LAH
- 1978-1979 : Coupe Adams de la LCH[4]

## Statistiques

### En club
| Saison    | Équipe                          | Ligue    |    | Saison régulière | Saison régulière | Saison régulière | Saison régulière | Saison régulière | Saison régulière | Saison régulière | Saison régulière | Saison régulière | Saison régulière |   | Séries éliminatoires | Séries éliminatoires | Séries éliminatoires | Séries éliminatoires | Séries éliminatoires | Séries éliminatoires | Séries éliminatoires | Séries éliminatoires | Séries éliminatoires |
| Saison    | Équipe                          | Ligue    | PJ | V                | D                | Pr/N             | Min              | BC               | Moy              | % Arr            | Bl               | Pun              | PJ               | V | D                    | Min                  | BC                   | Moy                  | % Arr                | Bl                   | Pun                  |                      |                      |
| 1966-1967 | West New York Raiders           | NYMetJHL | 0  |                  |                  |                  |                  |                  |                  |                  |                  | 0                | -                | - | -                    | -                    | -                    | -                    | -                    | -                    | -                    |                      |                      |
| 1967-1968 | West New York Raiders           | NYMetJHL | 0  |                  |                  |                  |                  |                  |                  |                  |                  | 0                | -                | - | -                    | -                    | -                    | -                    | -                    | -                    | -                    |                      |                      |
| 1971-1972 | Terriers de Boston              | ECAC     | 3  |                  |                  |                  | 75               | 3                | 2,40             | 90,6             | -                | 0                | -                | - | -                    | -                    | -                    | -                    | -                    | -                    | -                    |                      |                      |
| 1972-1973 | Terriers de Boston              | ECAC     | 27 |                  |                  |                  |                  | 79               | 2,94             | 91,1             | -                | 8                | -                | - | -                    | -                    | -                    | -                    | -                    | -                    | -                    |                      |                      |
| 1973-1974 | Terriers de Boston              | ECAC     | 29 |                  |                  |                  | 1633             | 78               | 2,86             | 91,1             | 2                | 6                | -                | - | -                    | -                    | -                    | -                    | -                    | -                    | -                    |                      |                      |
| 1974-1975 | Voyageurs de la Nouvelle-Écosse | LAH      | 46 | 27               | 13               | 6                | 2 763            | 128              | 2,77             | 90,8             | 2                | 16               | 2                |   |                      |                      |                      |                      |                      |                      | -                    |                      |                      |
| 1975-1976 | Voyageurs de la Nouvelle-Écosse | LAH      | 31 | 12               | 13               | 4                | 1 782            | 91               | 3,06             |                  | 2                | 2                | 4                |   |                      |                      |                      |                      |                      |                      | 2,00                 |                      |                      |
| 1976-1977 | Voyageurs de la Nouvelle-Écosse | LAH      | 40 | 26               | 12               | 2                | 2 411            | 115              | 2,86             | 91,2             | 3                | 25               | 7                |   |                      |                      |                      |                      |                      |                      | -                    |                      |                      |
| 1977-1978 | Voyageurs de la Nouvelle-Écosse | LAH      | 5  | 2                | 3                | 0                | 360              | 20               | 4,00             | 87,6             | -                | 0                | -                | - | -                    | -                    | -                    | -                    | -                    | -                    | -                    |                      |                      |
| 1977-1978 | Dusters de Broome               | LAH      | 18 | 6                | 10               | 1                | 914              | 76               | 4,98             | 86,5             | -                | 0                | -                | - | -                    | -                    | -                    | -                    | -                    | -                    | -                    |                      |                      |
| 1977-1978 | Indians de Springfield          | LAH      | 13 | 5                | 7                | 1                | 744              | 64               | 5,16             | 85,7             | -                | 0                | -                | - | -                    | -                    | -                    | -                    | -                    | -                    | -                    |                      |                      |
| 1978-1979 | Oilers d'Edmonton               | AMH      | 3  | 0                | 2                | 0                | 144              | 9                | 3,75             | 83,6             | 0                | 0                | -                | - | -                    | -                    | -                    | -                    | -                    | -                    | -                    |                      |                      |
| 1978-1979 | Black Hawks de Dallas           | LCH      | 14 | 8                | 2                | 0                | 698              | 44               | 3,78             | 86,4             | 1                | 6                | 1                |   |                      |                      |                      |                      |                      |                      | -                    |                      |                      |
| 1979-1980 | Americans de Rochester          | LAH      | 50 | 17               | 27               | 5                | 2 891            | 196              | 4,07             | 86,3             | 0                | 8                | 3                |   |                      |                      |                      |                      |                      |                      | 2,00                 |                      |                      |

### En équipe nationale
| Année | Équipe     | Compétition            |  | PJ | V | D | Pr/N | Min | BC | Moy | % Arr | Bl | Pun                   |  | Résultat |
| 1974  | États-Unis | Championnat du monde B |  |    |   |   |      |     |    |     |       |    | Premiers du mondial B |  |          |
| 1981  | États-Unis | Championnat du monde   |  |    |   |   |      |     |    |     |       |    | Cinquièmes mondial A  |  |          |